# Damir Džumhur
Damir Džumhur (ur. 20 maja 1992 w Sarajewie) – bośniacki tenisista, reprezentant kraju w Pucharze Davisa, olimpijczyk z Rio de Janeiro (2016).

## Życie prywatne
Damir Džumhur jest synem Žanety i Nerfida – trenera tenisowego. Włada językiem bośniackim i angielskim. Interesuje się piłką nożną i kibicuje klubowi FK Željezničar.
W dzieciństwie Džumhur wystąpił w dwóch filmach pełnometrażowych. Debiut zaliczył jako statysta w filmie Grbavica z 2006 roku, w reżyserii Jasmili Žbanić, który nagrodzony został Złotym Niedźwiedziem na festiwalu filmowym w Berlinie, a w wyemitowanej rok później niemieckiej produkcji Rudolfa Schweigera zatytułowanej Snajperzy z Kosowa odegrał jedną z głównych ról wcielając się w postać Durcana.

## Kariera tenisowa

### Kariera juniorska
Džumhur grę w tenisa rozpoczął w wieku pięciu lat i w początkowych jej etapach brał udział w lokalnych turniejach rozgrywanych w krajach byłej Jugosławii. Pierwszy poważny sukces w swojej karierze odniósł w 2004 roku, kiedy to w Rzymie triumfował w nieoficjalnych mistrzostwach Europy do lat 12, nie tracąc seta w drodze po tytuł.
Sześć lat później w Singapurze Džumhur wywalczył brązowy medal w grze pojedynczej na igrzyskach olimpijskich młodzieży, a w Klosters – mistrzostwo Europy do lat 18. W tym samym roku, który był zarazem ostatnim przed osiągnięciem statusu profesjonalisty, zaliczył on swoje jedyne trzy starty w juniorskich turniejach wielkoszlemowych – we French Open awansował do drugiej rundy, w US Open – do 1/8 finału, a na Wimbledonie – do ćwierćfinału. W lipcu tego roku był notowany na trzecim miejscu światowego rankingu ITF, a sezon 2010 zakończył ostatecznie na pozycji czwartej.

### Kariera zawodowa
Pod koniec stycznia 2011 roku Džumhur zadebiutował w cyklu ATP World Tour, startując bez powodzenia w kwalifikacjach do turnieju PBZ Zagreb Indoors. Pierwsze lata seniorskiej kariery Džumhura upłynęły jednakże pod znakiem startów w turniejach z cyklu ITF Men’s Circuit oraz ATP Challenger Tour, w którym w 2013 roku zanotował pierwsze występy w spotkaniach finałowych – w Koszycach i Poznaniu.
W styczniu 2014 roku, Džumhur został pierwszym reprezentantem swojego kraju, który wystąpił w turnieju wielkoszlemowym, docierając do 3 rundy Australian Open. W kwietniu tego roku zwyciężył w Mersin w swoim pierwszym turnieju rangi ATP Challenger, pokonując w finale Pere Ribę, nie tracąc jednocześnie seta w drodze po tytuł. Tego samego zawodnika pokonał w czerwcu w finale challengera w rumuńskim Aradzie, a dwa tygodnie wcześniej wywalczył awans do drugiego w karierze turnieju Wielkiego Szlema, zwyciężając w kwalifikacjach do French Open. Finałowe zwycięstwo nad Andreasem Haider-Maurerem we Włoskim San Benedetto del Tronto dało Džumhurowi trzeci tytuł w sezonie oraz 105. miejsce w rankingu ATP, a tym samym pierwszy w karierze awans do turnieju głównego Wielkiego Szlema, bez konieczności gry w eliminacjach do US Open 2014. W 1. rundzie uległ w czterech setach klasyfikowanemu na pozycji 5. Hiszpanowi, Davidowi Ferrerowi.
W sezonie 2015 Bośniak zatriumfował w 3 imprezach ATP Challenger Tour i był w 3. rundzie French Open. W sierpniu 2017 awansował po raz pierwszy do finału zawodów o randze ATP World Tour, w Winston-Salem. Pojedynek o tytuł przegrał 4:6, 4:6 z Robertem Bautistą-Agutem. Miesiąc później Džumhur odniósł swoje pierwsze zwycięstwo w rozgrywkach ATP World Tour, w Petersburgu pokonując w finale 3:6, 6:4, 6:2 Fabia Fogniniego. Pod koniec października wygrał drugi tytuł singlowy, w Moskwie po finale z Ričardasem Berankisem. Awansował w zawodach ponadto do finału w konkurencji gry podwójnej wspólnie z Antoniem Šančiciem.
Od roku 2010 Džumhur reprezentuje Bośnię i Hercegowinę w rozgrywkach Pucharu Davisa. Na przestrzeni pierwszych pięciu sezonów rozegrał dla swojego zespołu czternaście singlowych i dwa deblowe pojedynki, z których wygrał łącznie osiem.
Najwyżej sklasyfikowany w rankingu singlistów był na 23. miejscu w lipcu 2018 roku (najwyższa w historii pozycja rankingowa spośród wszystkich tenisistów i tenisistek reprezentujących Bośnię i Hercegowinę), a w rankingu deblistów, w sierpniu 2018 roku, na 117. pozycji.

#### Finały w turniejach ATP World Tour
| Legenda                                      |
| -------------------------------------------- |
| Wielki Szlem                                 |
| Igrzyska olimpijskie                         |
| Tennis Masters Cup / ATP Finals              |
| ATP Masters Series / ATP Tour Masters 1000   |
| ATP International Series Gold / ATP Tour 500 |
| ATP International Series / ATP Tour 250      |

##### Gra pojedyncza (3–1)
| Końcowy wynik | Nr | Data                 | Turniej       | Nawierzchnia  | Przeciwnik            | Wynik finału  |
| ------------- | -- | -------------------- | ------------- | ------------- | --------------------- | ------------- |
| Finalista     | 1. | 26 sierpnia 2017     | Winston-Salem | Twarda        | Roberto Bautista-Agut | 4:6, 4:6      |
| Zwycięzca     | 1. | 24 września 2017     | Petersburg    | Twarda (hala) | Fabio Fognini         | 3:6, 6:4, 6:2 |
| Zwycięzca     | 2. | 22 października 2017 | Moskwa        | Twarda (hala) | Ričardas Berankis     | 6:2, 1:6, 6:4 |
| Zwycięzca     | 3. | 30 czerwca 2018      | Antalya       | Trawiasta     | Adrian Mannarino      | 6:1, 1:6, 6:1 |

##### Gra podwójna (0–1)
| Końcowy wynik | Nr | Data                 | Turniej | Nawierzchnia  | Partner        | Przeciwnicy               | Wynik finału |
| ------------- | -- | -------------------- | ------- | ------------- | -------------- | ------------------------- | ------------ |
| Finalista     | 1. | 22 października 2017 | Moskwa  | Twarda (hala) | Antonio Šančić | Maks Mirny Philipp Oswald | 3:6, 5:7     |

#### Starty wielkoszlemowe (gra pojedyncza)
| Turniej          | 2011  | 2012  | 2013  | 2014  | 2015  | 2016  | 2017  | 2018  | 2019  | 2020  | 2021  | 2022  | Wygrane turnieje | Bilans w turnieju |
| ---------------- | ----- | ----- | ----- | ----- | ----- | ----- | ----- | ----- | ----- | ----- | ----- | ----- | ---------------- | ----------------- |
| Australian Open  | –     | –     | Q2    | 3R    | Q2    | 2R    | 1R    | 3R    | 1R    | 1R    | 1R    | 1R    | 0 / 8            | 5–8               |
| French Open      | –     | –     | –     | 1R    | 3R    | 1R    | 1R    | 3R    | 1R    | –     | Q1    | Q1    | 0 / 6            | 4–6               |
| Wimbledon        | –     | Q2    | –     | Q1    | 1R    | 2R    | 2R    | 2R    | 1R    | NH    | Q2    |       | 0 / 5            | 3–5               |
| US Open          | –     | Q1    | Q1    | 1R    | 1R    | 2R    | 3R    | 1R    | 2R    | 1R    | Q2    |       | 0 / 7            | 4–7               |
| Wygrane turnieje | 0 / 0 | 0 / 0 | 0 / 0 | 0 / 3 | 0 / 3 | 0 / 4 | 0 / 4 | 0 / 4 | 0 / 4 | 0 / 2 | 0 / 1 | 0 / 1 | 0 / 26           | N/A               |
| Bilans spotkań   | 0–0   | 0–0   | 0–0   | 2–3   | 2–3   | 3–4   | 3–4   | 5–4   | 1–4   | 0–2   | 0–1   | 0–1   | N/A              | 16–26             |